# فابیو تراورسا
فابیو تراورسا (ایتالیایی: Fabio Traversa؛ زادهٔ ۱۷ نوامبر ۱۹۷۵) بازیگر اهل ایتالیا است.
از فیلم‌هایی که وی در آن نقش داشته‌است، می‌توان به فانتوتزی ۲۰۰۰ – شبیه‌سازی، سال اسلحه، مادام کاملیا، هم‌کلاسی‌ها، برادر کوچک و شوپن اشاره کرد.